# Liste der denkmalgeschützten Objekte in Kirchberg in Tirol
Die Liste der denkmalgeschützten Objekte in Kirchberg in Tirol enthält die 18 denkmalgeschützten, unbeweglichen Objekte der Gemeinde Kirchberg in Tirol.

## Denkmäler
| Foto  |                 | Denkmal | Standort                                           | Beschreibung | Metadaten |
| ----- | --------------- | --- | -------------------------------------------------- | --- | --- |
| ja    | Datei hochladen | Friedhof mit Bildstöcken HERIS-ID: 91504 Objekt-ID: 106294 TKK: 7570, 58772                                | bei Aschau Dorf 11 Standort KG: Kirchberg          | Der Friedhof um die Expositurkirche wurde 1818 angelegt und um 1990 nach Osten erweitert. Er ist von einer aus Bruchsteinen errichteten Ummauerung mit schindelgedeckter Pultbedachung umgeben. In die Friedhofsmauer eingelassen sind vier rundbogige Prozessionskapellen in Form von offenen Bildstöcken. Diese wurden 1924 von Josef Obermoser mit Malereien in den Nischen ausgestaltet. | BDA-Hist.: Q37755779 Status: § 2a Stand der BDA-Liste: 2025-06-30 Name: Friedhof mit Bildstöcken GstNr.: 3186, 3189/3 Friedhof Aschau (Kirchberg in Tirol)                                              |
| ja    | Datei hochladen | Expositurkirche Hl. Kreuz HERIS-ID: 55643 Objekt-ID: 64380 TKK: 7565                                       | bei Aschau Dorf 11 Standort KG: Kirchberg          | Der Zentralbau mit quadratischem Mitteljoch zwischen zwei Apsiden mit 3/8-Schluss im Westen und Osten wurde 1782/83 von Andre Hueber errichtet, 1871 wurde die Westempore eingebaut. An der schmalen Westfassade befindet sich ein flachbogiges Portal mit kassettierter Holztür. An der südlichen Traufseite schließt der zweigeschoßige Sakristeianbau an, an der nördlichen Traufseite der Turm mit kurzem geschweiftem Spitzdach. Die gesamte Kirche ist durch breite Putzfaschen gegliedert und trägt holzschindelgedeckte Walmdächer. Der quadratische Hauptraum im Inneren besitzt eine flache Pendentifkuppel mit Gurt- und Schildbögen auf vier Wandpfeilern mit Pilastervorlagen und profilierten, verkröpften Gebälkstücken. Über dem trapezförmigen Chor- und Eingangsbereich ein dreiteiliges Stichkappengewölbe mit breiten Gurten, ebenfalls auf Wandpfeilern. Die Fresken mit Heiligendarstellungen wurden 1783 von Matthias Kirchner geschaffen. | BDA-Hist.: Q38066947 Status: § 2a Stand der BDA-Liste: 2025-06-30 Name: Expositurkirche Hl. Kreuz GstNr.: 3186 Expositurkirche Aschau, Kirchberg in Tirol                                               |
| ja    | Datei hochladen | Widum HERIS-ID: 91483 Objekt-ID: 106269 TKK: 7614                                                          | Aschau Dorf 13 Standort KG: Kirchberg              | Das würfelförmige, zweigeschoßige Gebäude mit Satteldach wurde 1783/84 errichtet und im 20. Jahrhundert stark erneuert. Die Fassaden sind regelmäßig gegliedert, die Fenster mit gemalten Faschen versehen. An der Westecke verläuft vom Keller bis ins Dachgeschoß eine Stützmauer, an der südöstlichen Giebelseite befindet sich ein breiter Söller mit balusterartigem Geländer im Obergeschoß. | BDA-Hist.: Q37755666 Status: § 2a Stand der BDA-Liste: 2025-06-30 Name: Widum GstNr.: 3187 |
| ja    | Datei hochladen | Bildstock HERIS-ID: 91075 Objekt-ID: 105786 TKK: 7875                                                      | bei Aschau Dorf 62 Standort KG: Kirchberg          | Der kleine, gemauerte Nischenbildstock mit rundem Schluss und schindelgedecktem Satteldach stammt aus der zweiten Hälfte des 19. Jahrhunderts. In der segmentbogigen Nische befindet sich an der Rückwand eine Darstellung des Letzten Abendmahls, an den Seitenwänden Heiligendarstellungen. | BDA-Hist.: Q37752018 Status: § 2a Stand der BDA-Liste: 2025-06-30 Name: Bildstock GstNr.: 4399 |
| ja    | Datei hochladen | Wohn- und Geschäftshaus, Villa Filzer HERIS-ID: 91811 TKK: 58791seit 2022                                  | Hauptstraße 3 Standort KG: Kirchberg               | Der dreigeschoßige Villenbau wurde 1907–1909 unter Verwendung von Stein, Holz, Mauer- und Fachwerk im Heimatstil errichtet. Die Fassaden sind durch Eckquaderung, Ecklisenen, geputzte Fensterfaschen mit Keilstein, Geschoßbänderung und Fachwerk gegliedert. An der Ostfassade über der flachbogig geschlossenen Eingangstür befindet sich ein zweigeschoßiger, das Dach durchstoßender Erker mit steilem Spitzhelm. Im Inneren sind die Grundrisse der Geschoße durch einen von der Treppe gegen Osten führenden Mittelflur mit angeschlossenen Räumen bestimmt. | BDA-Hist.: Q105224179 Status: Bescheid Stand der BDA-Liste: 2025-06-30 Name: Wohn- und Geschäftshaus, Villa Filzer GstNr.: .35 Villa Filzer, Kirchberg in Tirol                                         |
| ja    | Datei hochladen | Wallfahrtskapelle Unsere Liebe Frau und hl. Anna am Kirchanger HERIS-ID: 91064 Objekt-ID: 105775 TKK: 7931 | bei Kirchanger 22 Standort KG: Kirchberg           | Der heutige Bau wurde 1765–1768 von Andre Hueber anstelle einer 1700 gestifteten Kapelle errichtet. Er besteht aus einer Vorhalle, einem quadratischen Schiff, das von einer Flachkuppel überwölbt wird, und einem eingezogenen Chor. Das Kuppelfresko mit der Darstellung Adams und Evas im Paradies wurde um 1770 von Matthias Kirchner geschaffen. Der barocke Hochaltar von 1768 zeigt ein Bild der hll. Anna und Joachim und das Gnadenbild Maria mit dem Jesuskind in Wolken sitzend. Die flankierenden Statuen der hll. Michael und Sebastian stammen von Josef Martin Lengauer. In der Kirche ist eine große Zahl von Votivtafeln aus dem 18. und 19. Jahrhundert erhalten. | BDA-Hist.: Q37751913 Status: § 2a Stand der BDA-Liste: 2025-06-30 Name: Wallfahrtskapelle Unsere Liebe Frau und hl. Anna am Kirchanger GstNr.: .420 Wallfahrtskapelle am Kirchanger, Kirchberg in Tirol |
| ja    | Datei hochladen | Zimmerhütte HERIS-ID: 91841 Objekt-ID: 106726 TKK: 7559                                                    | Kirchplatz 6, in der Nähe Standort KG: Kirchberg   | Das kleine, in die Friedhofsummauerung eingefügte zweigeschoßige Wirtschaftsgebäude mit holzschindelgedecktem Satteldach stammt im Kern aus dem Ende des 15. Jahrhunderts. Das Fundament und die Pfeiler im Erdgeschoß sind gemauert, der Rest ist in Ständerbauweise mit Bretterverschalung gezimmert. Das Obergeschoß ist zusätzlich an der westlichen Traufseite verputzt. | BDA-Hist.: Q37756534 Status: § 2a Stand der BDA-Liste: 2025-06-30 Name: Zimmerhütte GstNr.: 1 |
| ja    | Datei hochladen | Kriegerdenkmal HERIS-ID: 91844 Objekt-ID: 106729 TKK: 7560                                                 | bei Kirchplatz 1 (Pfarrhof) Standort KG: Kirchberg | Das 1952 errichtete Kriegerdenkmal befindet sich an der südlichen Friedhofsmauer unter einem vorkragenden Pultdach. Zwischen zwei sich nach oben verjüngenden Mauerpfeilern befindet sich ein Brunnen mit steinerner, halbrunder Schale und einem geflügelten Drachen als Wasserspeier, darüber das spitzbogig gerahmte Relief einer Pietà. Zwei Gedenktafeln mit den Namen der Verstorbenen beider Weltkriege flankieren den Brunnen. | BDA-Hist.: Q37756544 Status: § 2a Stand der BDA-Liste: 2025-06-30 Name: Kriegerdenkmal GstNr.: 4309/2                                                                                                   |
| ja    | Datei hochladen | Friedhof mit Ummauerung und Kruzifix HERIS-ID: 91847 Objekt-ID: 106732 TKK: 58789                          | Kirchplatz 1 Standort KG: Kirchberg                | Der Friedhof südwestlich der Pfarrkirche ist von einer talseitig sehr hohen Ummauerung mit schindelgedeckter Pultbedachung umgeben. An der Ost- und der Südseite befinden sich kurze Treppen und einfache Portale bestehend aus Mauerpfeilern mit kleinen Zeltdächern. Das überlebensgroße Kruzifix im Bretterkasten wurde um 1970 geschaffen. | BDA-Hist.: Q37756555 Status: § 2a Stand der BDA-Liste: 2025-06-30 Name: Friedhof mit Ummauerung und Kruzifix GstNr.: 1, 28, 27/1, 27/2 Friedhof Kirchberg in Tirol                                      |
| ja    | Datei hochladen | Kath. Pfarrkirche hl. Ulrich HERIS-ID: 39737 Objekt-ID: 39569 TKK: 7633                                    | Kirchplatz 1 Standort KG: Kirchberg                | → Hauptartikel : Pfarrkirche Kirchberg in Tirol f1 | BDA-Hist.: Q1321498 Status: Bescheid Stand der BDA-Liste: 2025-06-30 Name: Kath. Pfarrkirche hl. Ulrich GstNr.: 1 Sankt Ulrich (Kirchberg in Tirol)                                                     |
| ja    | Datei hochladen | Bauernhaus Premser HERIS-ID: 45747 Objekt-ID: 47171 TKK: 8632                                              | Klausen 23 Standort KG: Kirchberg                  | | BDA-Hist.: Q38017383 Status: Bescheid Stand der BDA-Liste: 2025-06-30 Name: Bauernhaus Premser GstNr.: .219 Bauernhaus Premser, Klausen                                                                 |
| ja    | Datei hochladen | Ehem. Dreschtenne HERIS-ID: 91595 Objekt-ID: 106393 TKK: 8633                                              | bei Klausen 23 Standort KG: Kirchberg              | | BDA-Hist.: Q37755987 Status: Bescheid Stand der BDA-Liste: 2025-06-30 Name: Ehem. Dreschtenne GstNr.: .219 Bauernhaus Premser, Klausen                                                                  |
| ja    | Datei hochladen | Klausen-Kapelle, Schweden-Kapelle HERIS-ID: 91592 Objekt-ID: 106389 TKK: 7957                              | östlich Klausen 33 Standort KG: Kirchberg          | | BDA-Hist.: Q37755974 Status: § 2a Stand der BDA-Liste: 2025-06-30 Name: Klausen-Kapelle, Schweden-Kapelle GstNr.: .224                                                                                  |
| ja BW | Datei hochladen | Peststein Maurach HERIS-ID: 39732 Objekt-ID: 39521 TKK: 58839                                              | bei Maurachweg 17 Standort KG: Kirchberg           | Der Peststein Maurach ist eine Steinstele mit acht runden Vertiefungen und darin liegenden gleicharmigen Kreuzen, darüber mit der Jahreszahl 1634. Der Stein erinnert an acht Bewohner des Hofes, die in diesem Jahr der Pest erlegen sind. | BDA-Hist.: Q37990949 Status: Bescheid Stand der BDA-Liste: 2025-06-30 Name: Peststein Maurach GstNr.: 1006/8 Peststein Maurach                                                                          |
| ja    | Datei hochladen | Leinölstampfe s' Linsat HERIS-ID: 39733 Objekt-ID: 39522 TKK: 8635                                         | Reithergasse 22 Standort KG: Kirchberg             | | BDA-Hist.: Q37990960 Status: Bescheid Stand der BDA-Liste: 2025-06-30 Name: Leinölstampfe s' Linsat GstNr.: .73                                                                                         |
| BW    | Datei hochladen | Boar-Kapelle HERIS-ID: 91772 Objekt-ID: 106621 TKK: 7872                                                   | bei Sporerberg 18 Standort KG: Kirchberg           | | BDA-Hist.: Q37756436 Status: § 2a Stand der BDA-Liste: 2025-06-30 Name: Boar-Kapelle GstNr.: 4412/4 |
| ja    | Datei hochladen | Kapelle hl. Mariä Heimsuchung, Kapelle Harlaßanger HERIS-ID: 91061 Objekt-ID: 105772 TKK: 7837             | Gaisberg 16, in der Nähe Standort KG: Kirchberg    | Die Wallfahrtskapelle am Osthang des Gaisbergs wurde 1715 anstelle eines hölzernen Vorgängerbaues von 1659 errichtet, 1749 wurden ein hölzerner Vorbau und ein Dachreiter hinzugefügt. Die gemauerte Kapelle weist eine kleine Rundapsis und ein holzschindelgedecktes Walmdach auf. Die Rechtecktür an der Stirnwand der Kapelle wird von zwei längsrechteckigen Fenstern mit gemalten Rahmungen im Rokoko-Stil flankiert. Der Betraum wird von einer Flachtonne überwölbt, die mit neobarocken Fresken von Michael Lackner von 1878 bemalt ist. Am Altar (um 1700) ist das Gnadenbild, eine bekleidete Madonna, aufgestellt. | BDA-Hist.: Q37751882 Status: § 2a Stand der BDA-Liste: 2025-06-30 Name: Kapelle hl. Mariä Heimsuchung, Kapelle Harlaßanger GstNr.: .426/1 Harlassangerkapelle                                           |
| ja    | Datei hochladen | Burgruine Falkenstein HERIS-ID: 91071 Objekt-ID: 105782 TKK: 10098                                         | Unterer Grund 57 Standort KG: Kirchberg            | Von der 1314 erstmals urkundlich erwähnten Burg auf einem hohen Felssporn im Spertental sind überwachsene Gräben, Wälle und Grundmauern sowie ein höhlenartiger Keller erhalten. | BDA-Hist.: Q37751987 Status: § 2a Stand der BDA-Liste: 2025-06-30 Name: Burgruine Falkenstein GstNr.: 4026                                                                                              |

## Ehemalige Denkmäler
| Foto |                 | Denkmal                                                                            | Standort                                      | Beschreibung | Metadaten |
| ---- | --------------- | ---------------------------------------------------------------------------------- | --------------------------------------------- | --- | --- |
| ja   | Datei hochladen | Fabriksgebäude, Holzfachwerkshalle, Eichenhalle Objekt-ID: 43319 TKK: 7959bis 2015 | Brixentaler Straße 17c Standort KG: Kirchberg | Die Holzfachwerkshalle mit 50 Metern Länge und 30 Metern Breite wurde 1904 von der Münchner Holzbaufirma Gebr. Freundlich errichtet. Die für die Bauzeit äußerst fortschrittliche Holzkonstruktion wird von elf parabelförmigen Holzfachwerksbindern getragen, die im Abstand von fünf Metern frei die Halle überspannen. Auf der Südseite wurde die Halle um eine Flugdachkonstruktion erweitert. Die anderen Seiten sind mit vertikaler Verbretterung verschalt und mit einem horizontalen Fensterband versehen. | BDA-Hist.: Q106681294 Status: Bescheid Stand der BDA-Liste: 2015-06-26 Name: Fabriksgebäude, Holzfachwerkshalle, Eichenhalle GstNr.: .717 Eichenhalle, Kirchberg in Tirol |
| ja   | Datei hochladen | Forsthaus Aschau, Wohnhaus Objekt-ID: 105785bis 2013                               | Falkensteinweg 15 Standort KG: Kirchberg      | Das Forsthaus ist ein um 1930 auf hohem, gemauertem Kellersockel als Kantblockbau mit Kopfstrickverband gezimmertes Wohn- und Verwaltungsgebäude mit Schopfwalmdach. Um 2000 wurden die Fenster erneuert und die südliche Giebelseite neu mit senkrecht angeordneten Brettern verschalt. An nördlicher Giebelseite befindet sich eine kurze, gemauerte Freitreppe mit hölzernem Geländer und Satteldach zur Haustüre, das Giebelfeld ist durch senkrecht angeordnete Bretter verschalt. An der westlichen Traufseite liegt mittig ein Erker über trapezförmigen Grundriss, darauf ein aufliegender, ins Dach eingreifender Söller mit Zwerchgiebel. | BDA-Hist.: Q106681328 Status: § 2a Stand der BDA-Liste: 2013-06-28 Name: Forsthaus Aschau, Wohnhaus GstNr.: 3174/2                                                        |